# Paramphiascopsis longirostris
Paramphiascopsis longirostris är en kräftdjursart som först beskrevs av Claus 1863.  Paramphiascopsis longirostris ingår i släktet Paramphiascopsis och familjen Diosaccidae. Inga underarter finns listade i Catalogue of Life.